# Stefan của Perm
Stefan của Perm (tiếng Nga: Стефан Пермский, đã Latinh hoá: Stefan Permsky; tiếng Komi: Перымса Степан, đã Latinh hoá: Perymsa Stepan; k. 1340 – 26 tháng 4 năm 1396) là một giám mục, họa sĩ và nhà truyền giáo Chính thống giáo Nga. Ông được biết đến là một trong những nhà truyền giáo thành công nhất của Giáo hội Chính thống Nga. Stefan được ghi nhận là người đã cải đạo người Komi sang Cơ đốc giáo. Ông định cư ở Ust-Vym và trở thành giám mục đầu tiên của Perm vào năm 1383.